# Vyvěšování moravské vlajky

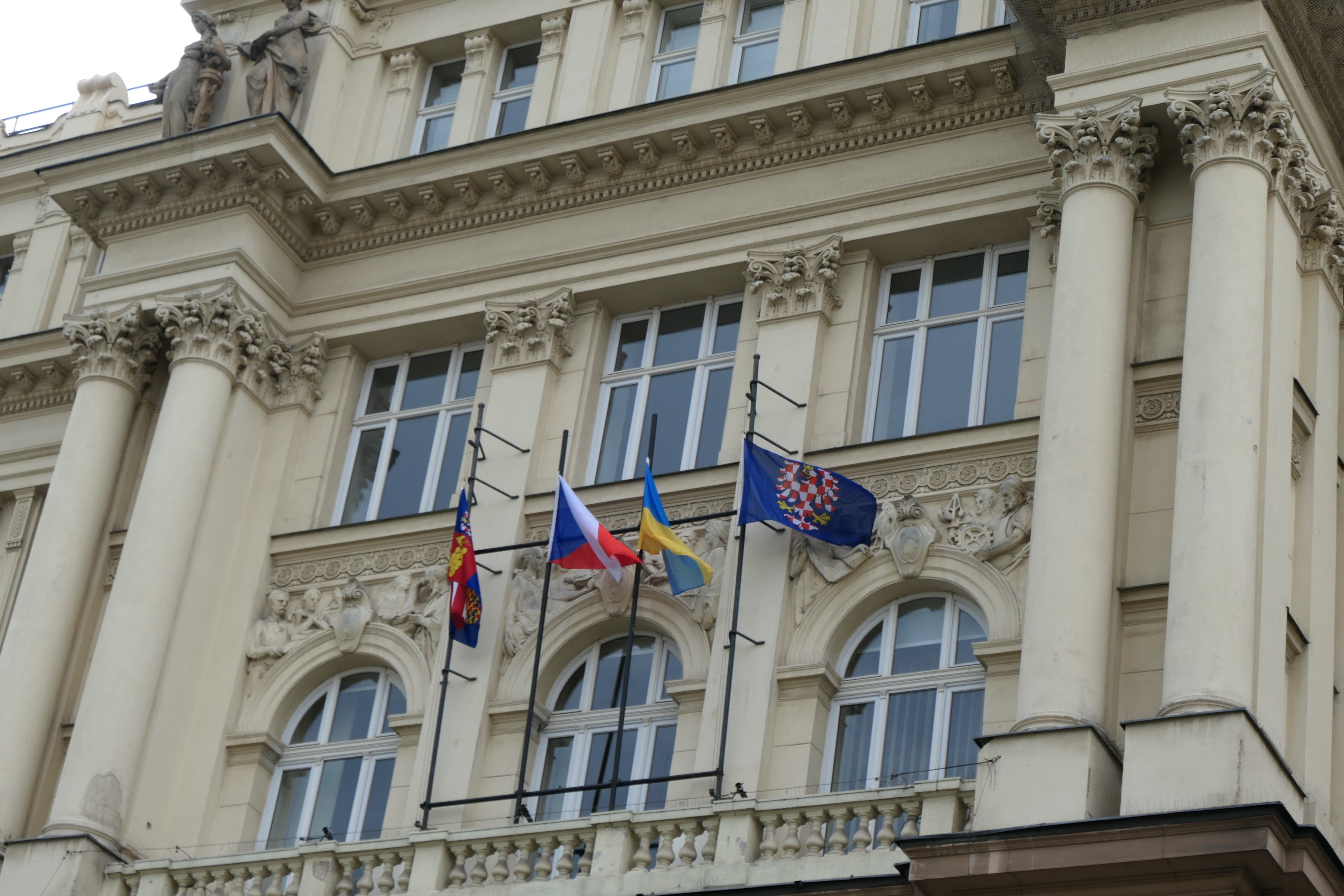
Moravská vlajka vyvěšená společně s vlajkami České republiky, Jihomoravského kraje a Ukrajiny v předvečer státního svátku – Dne slovanských věrozvěstů Cyrila a Metoděje, na sídle Jihomoravského kraje na Žerotínově náměstí v Brně

Koordinované vyvěšování moravské vlajky na úředních budovách se děje od roku 2010 z iniciativy Moravské národní obce (MNO), která v ten rok spustila nepolitickou podpůrnou kampaň, nazývanou „Za vyvěšování moravské zemské vlajky“, „Za vyvěšování moravské vlajky“ či „Za vyvěšování moravské vlajky na radnicích“ a sdruženou od počátku kolem facebookové stránky s názvem „Chcu, aby na mojí radnici vlála moravská vlajka“. MNO podporuje vyvěšování moravské vlajky zejména v Den slovanských věrozvěstů Cyrila a Metoděje (5. července). Do iniciativy se podle údajů MNO zapojilo přes 1500 obcí a měst. 

## Vyvěšovaná vlajka

Vlajka Moravy tak, jak byla kodifikována v letech 2002–2003

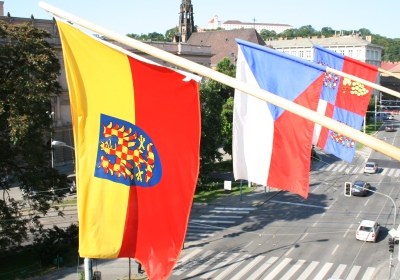
„Moravská vlajka“ podle MNO na budově Krajského úřadu Jihomoravského kraje v roce 2013

Moravská národní obec jako organizace moravského hnutí podporuje vlajku, kterou „tvoří žluto-červená bikolóra s privilegovaným zemským znakem uprostřed: žluto-červeně šachovanou orlicí na modrém štítu“. Hlavní koordinátor iniciativy „Za vyvěšování moravské vlajky“ Vladimír Novotný v roce 2012 pro Hospodářské noviny k červeno-žluté vlajce uvedl: „My jsme tuto variantu moravské vlajky nevybrali, mezi lidmi se spontánně rozšířila a my jsme to pouze podpořili“. Tento symbol nemá oporu v historii a podle heraldika Karla Müllera byl vytvořen uměle v devadesátých letech. Předseda MNO Jaroslav Krábek řekl, že jeho organizaci přitom jde o to, aby poslanci o zemských vlajkách jednali, ale nezáleží, jaká bude jejich podoba; podle něj je iniciativa k vyvěšování moravských vlajek „i jistá taktika, aby si nás Praha všimla“. Historické země Česka žádné oficiální vlajky nemají, nicméně v Poslanecké sněmovně je připraven návrh zákona o zemských znacích a vlajkách.
Některé instituce v rámci iniciativy „Za vyvěšování moravské vlajky na radnicích“ vyvěšují namísto vlajky podporované MNO jiné verze, nejčastěji modrou vlajku s bílo-červeně šachovanou orlicí.[zdroj?] V odborném vexilologickém stanovisku k moravské vlajce ji 1. června 2013 doporučil i Podvýbor pro heraldiku a vexilologii Poslanecké sněmovny Parlamentu České republiky.

## Ročníky

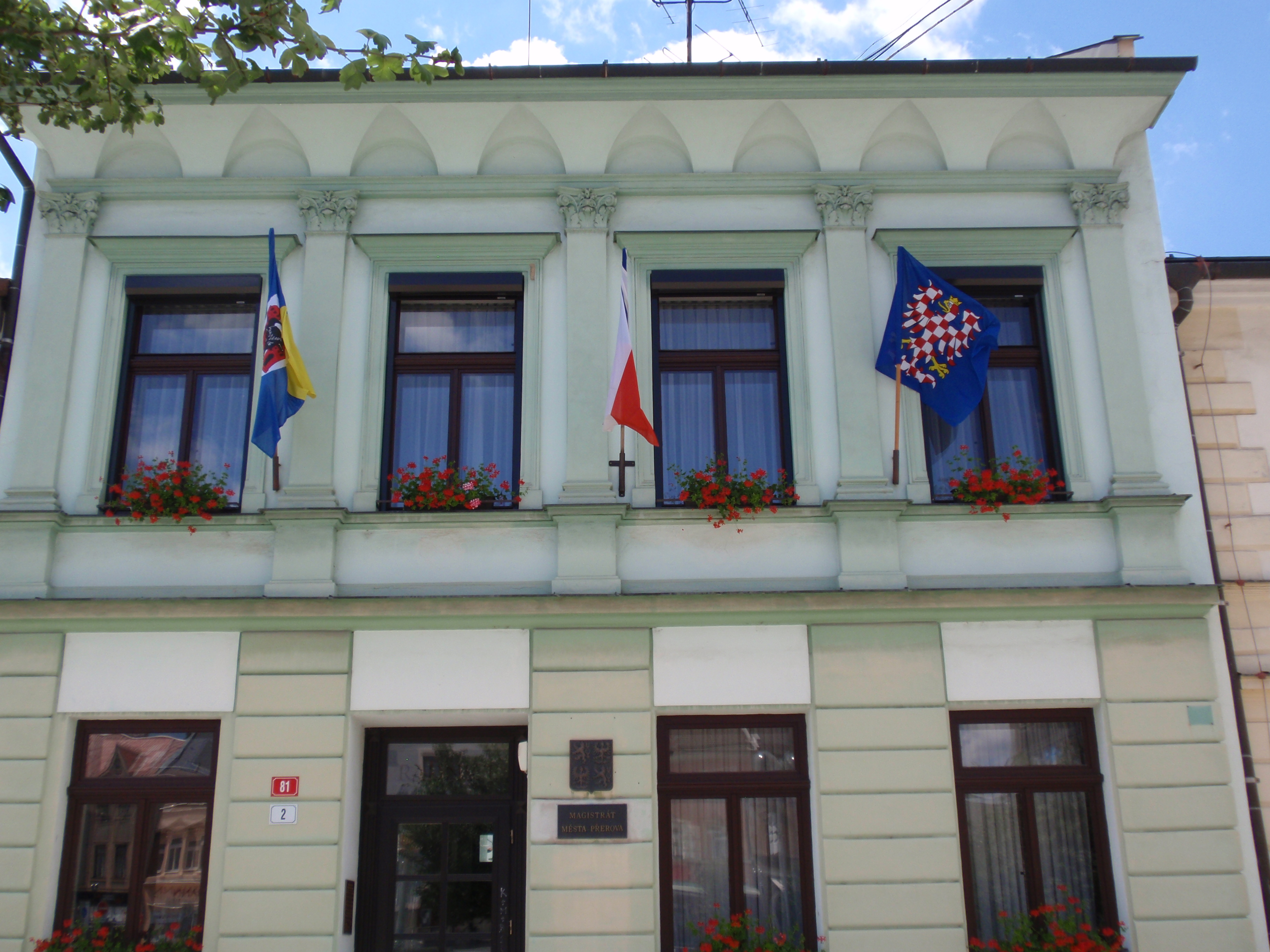
Moravská vlajka 5. července 2016 na přerovské radnici

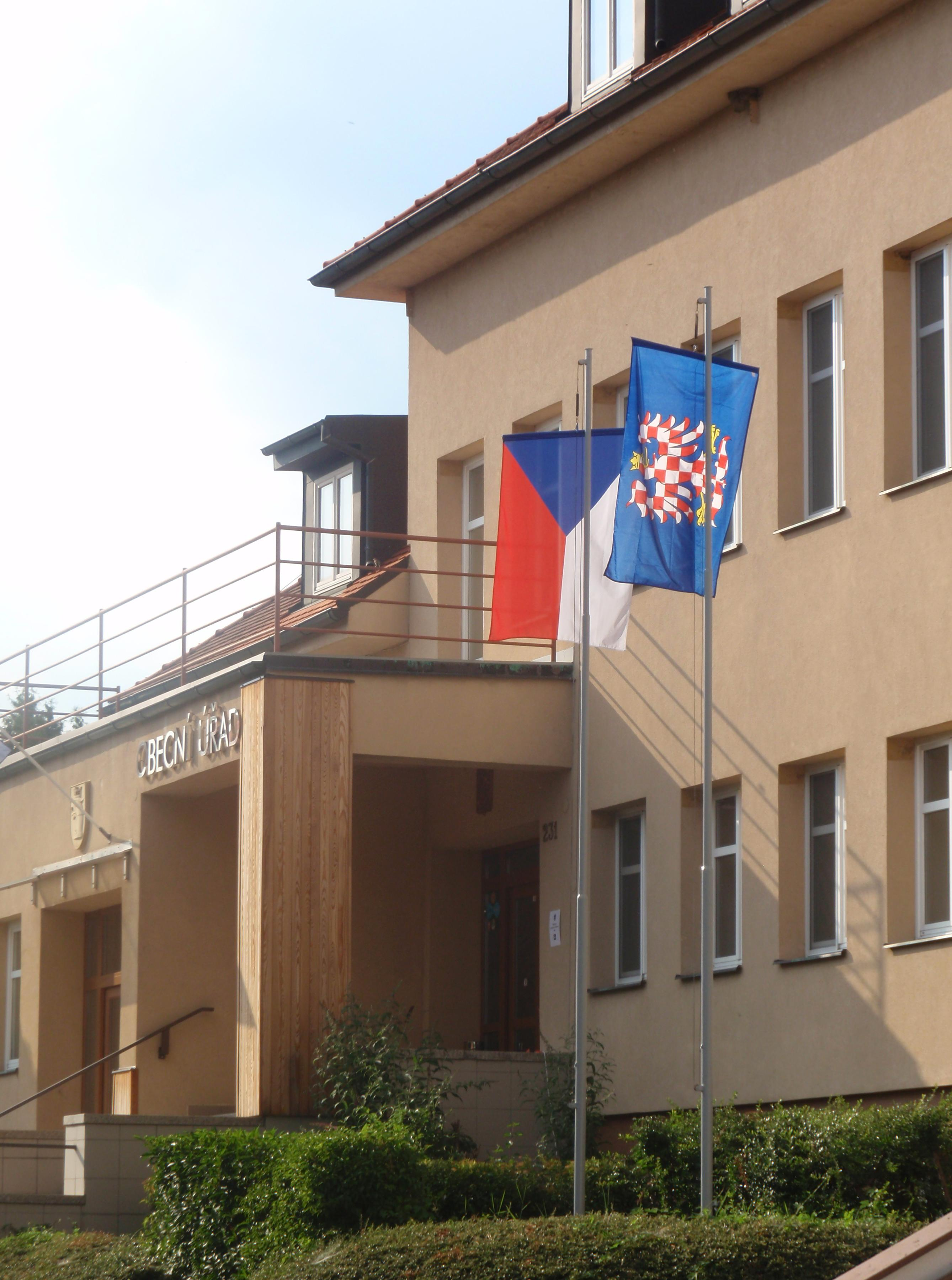
Obecní úřad Velehradu 5. července 2018

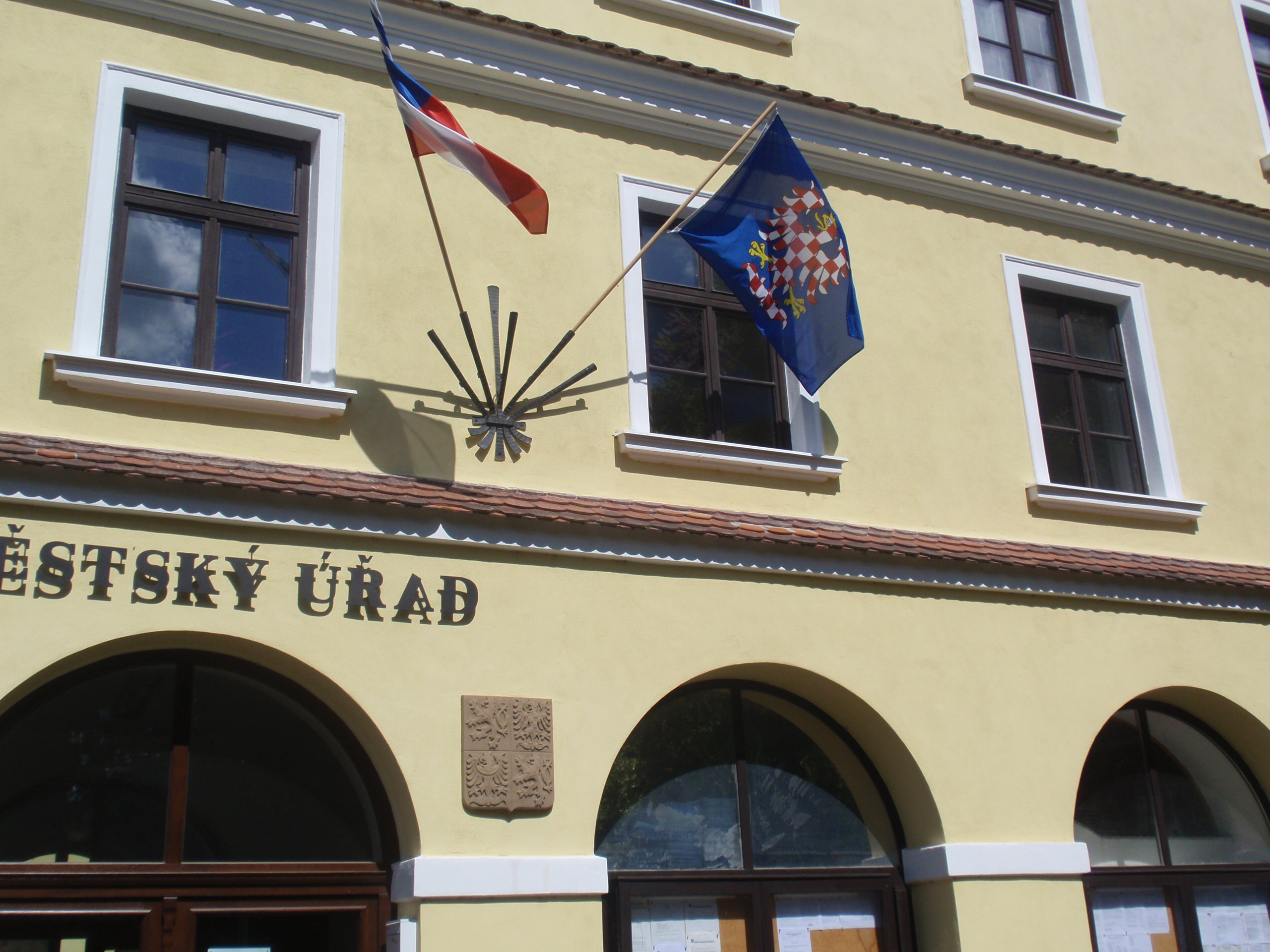
Radnice v Moravském Krumlově 4. července 2020

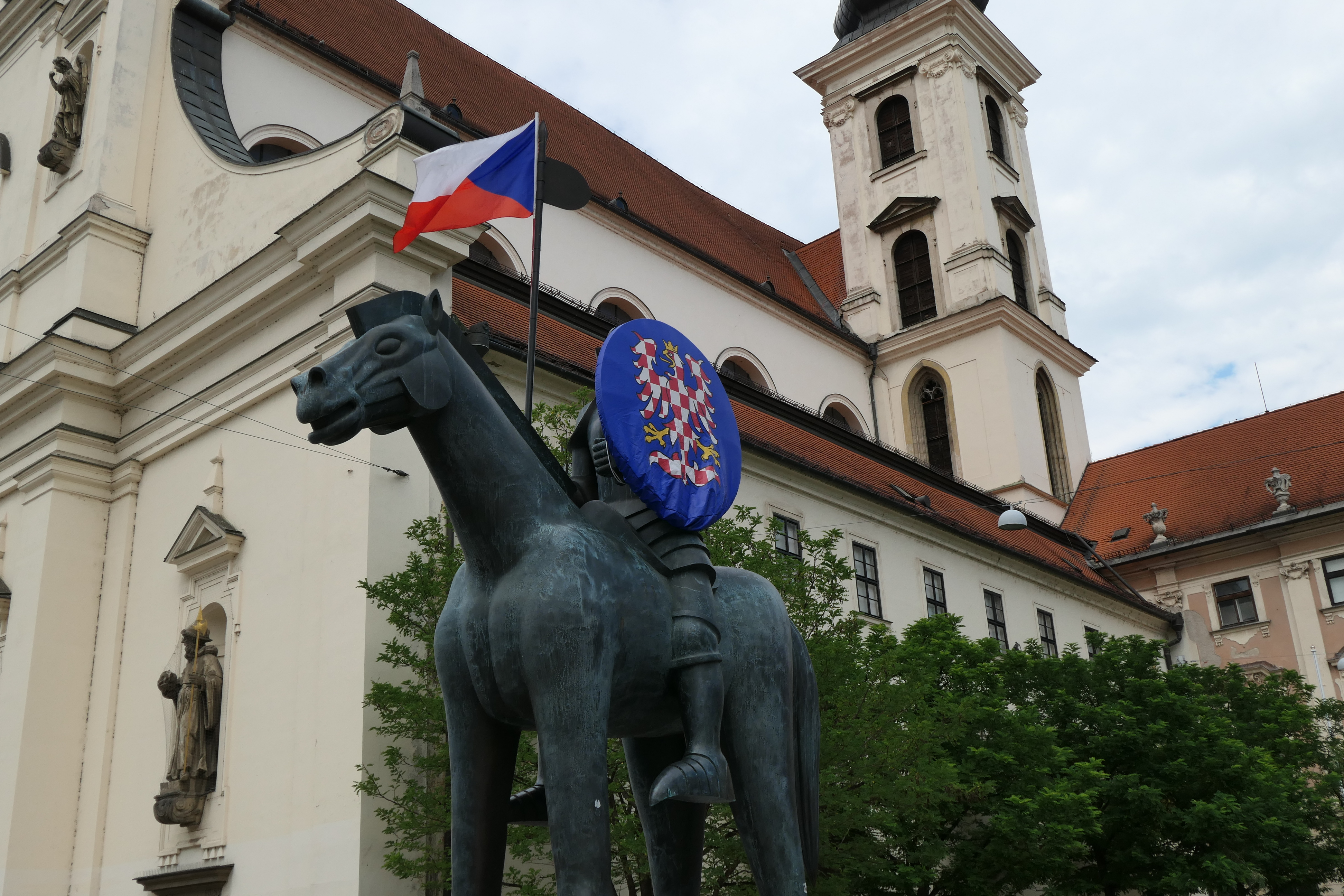
Socha Jošta Moravského v Brně 4. července 2022 s návlekem štítu se znakem Moravy a vlajkou České republiky na kopí

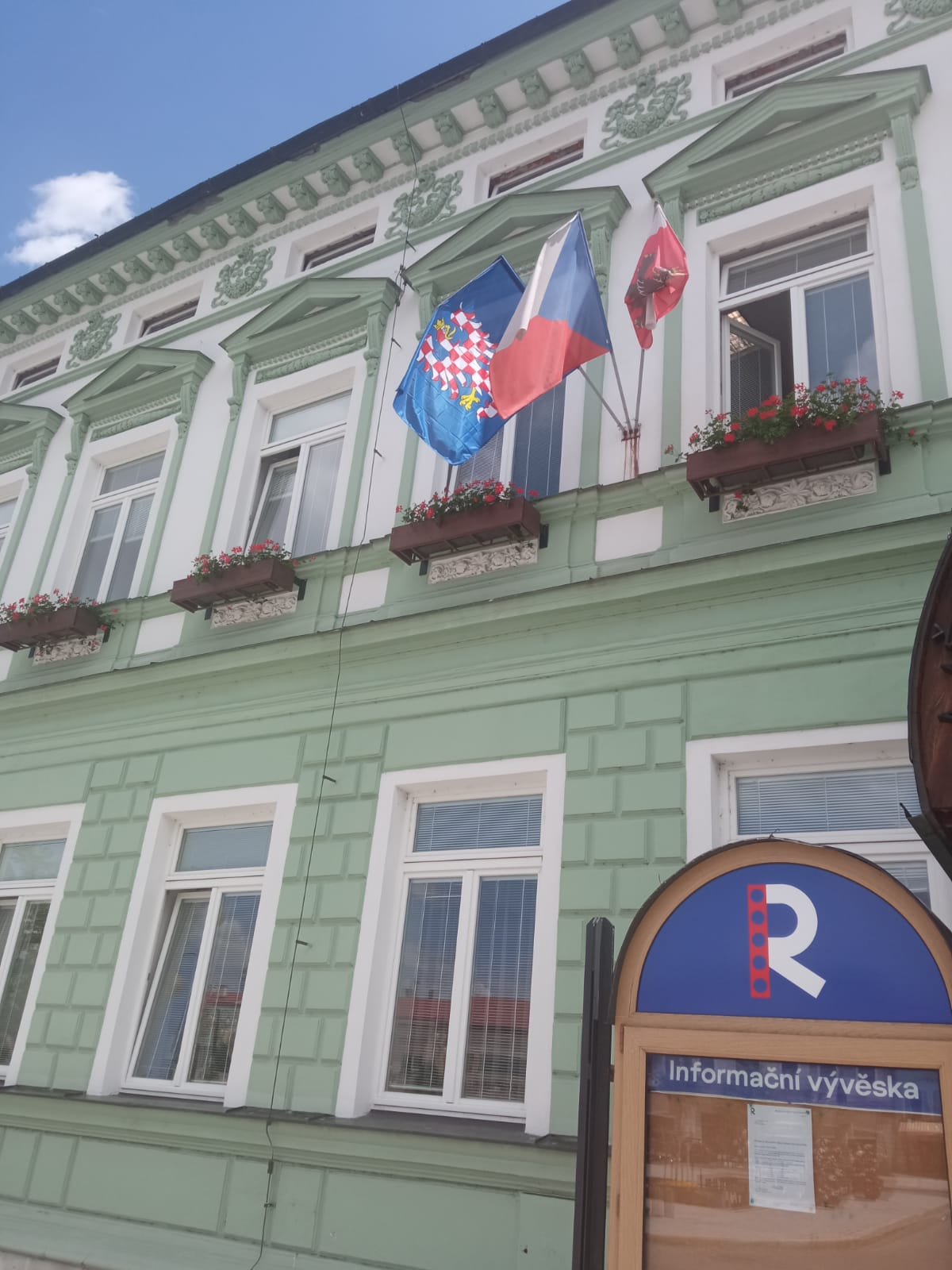
Radnice v Rožnově pod Radhoštěm 4. července 2023

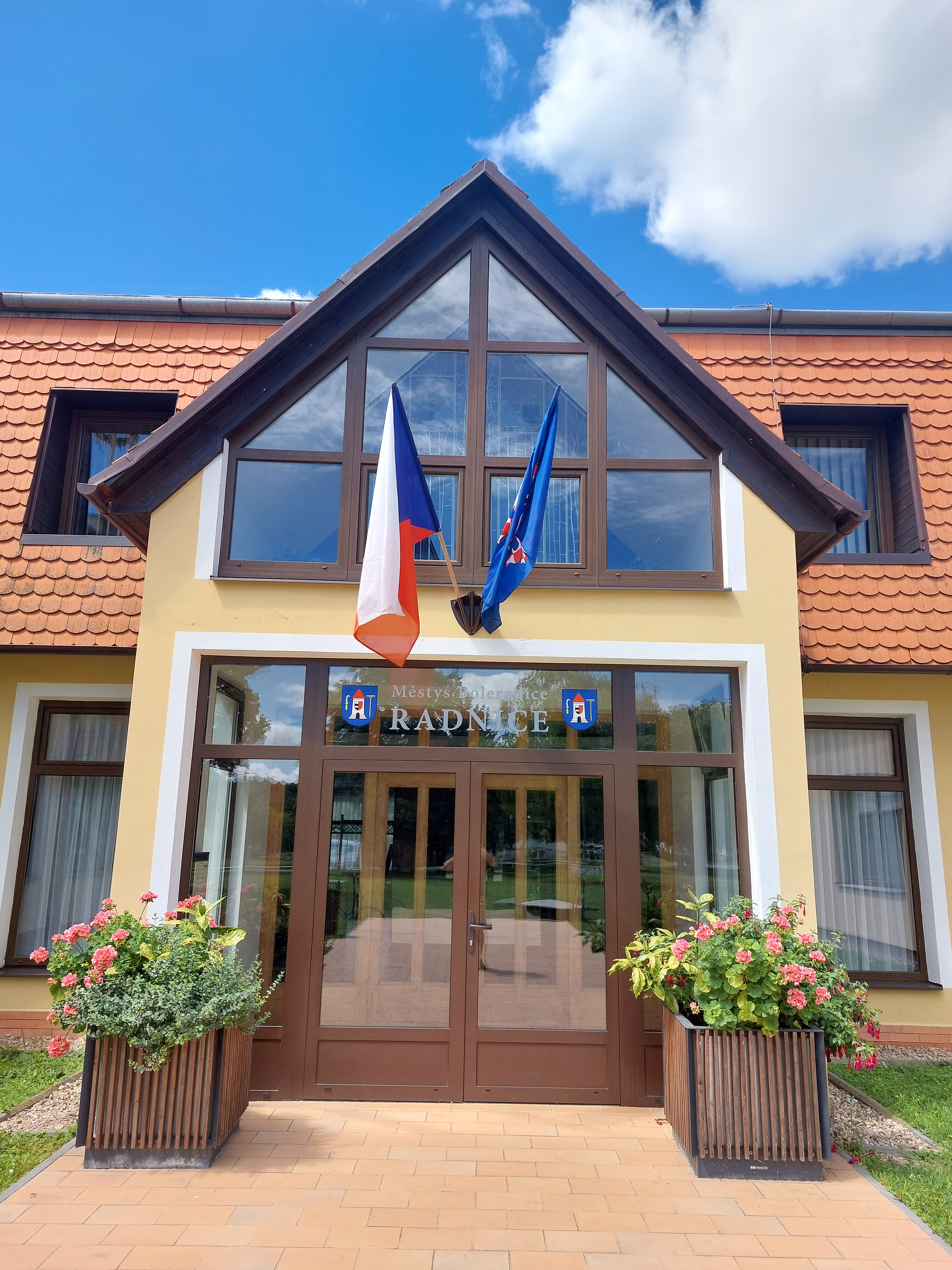
Radnice v Boleradicích 4. července 2024

### 2010 (první ročník)
Prvního ročníku akce se podle informací Moravské národní obce zúčastnilo 74 radnic a krajský úřad Jihomoravského kraje. Vlajka zavlála na budově sídla Krajského úřadu Jihomoravského kraje na Žerotínově náměstí v Brně (Nový zemský dům). Podporu akci veřejně vyjádřili i politici Radek John a Michal Hašek.
Do akce se dále připojila např. Břeclav, Moravské Budějovice, Uničov a další. 

### 2011
Do druhého ročníku se podle Moravské národní obce zapojilo 224 radnic a krajský úřad Jihomoravského kraje. Vedle moravských obcí a měst se podle informací sdružení Moravská národní obec do akce zapojila také obec Jindřichovice pod Smrkem, nacházející se v okresu Liberec. Ve vyvěšování vlajky nadále pokračuje i krajský úřad Jihomoravského kraje.
O druhém ročníku iniciativy informovala řada domácích médií. Někteří novináři aktivity Moravské národní obce kritizovali, další se zabývali pozadím MNO seriózněji. Ostatní média si však zachovávala celkově neutrální pohled.

### 2012
Ve třetím ročníku, tedy v roce 2012, se k této iniciativě dle Moravské národní obce připojilo už téměř 400 obcí, a to i českých a minimálně jedna slovenská.

### 2013
V roce 2013 se dle údajů Moravské národní obce k vyvěšování připojila více než třetina z celkového počtu měst a obcí na historickém území Moravy. Proti předcházejícímu roku tak vzrostl počet radnic, kde byla vlajka vyvěšena, na dvojnásobek.
Vlajku vyvěsil například také starosta Kyjova na Hodonínsku a budoucí ministr regionálního rozvoje František Lukl. Poprvé byla vlajka vyvěšena například ve Frenštátě pod Radhoštěm, Kunovicích, Hluku, Třešti, Bruntále, v Jevišovicích u Znojma nebo ve Vidnavě na Jesenicku. K iniciativě se připojila také řada obcí v moravské části Kraje Vysočina.

### 2014–2016
Počet obcí a měst, které u příležitosti 5. července vyvěsily vlajku připomínající historii Moravy, vzrostl v roce 2014 na 959. O rok později dosáhl počet radnic už více než 1100. Kromě toho bylo v roce 2015 v tento státní svátek přístupno 40 památek. V roce 2016 se počet evidovaných obcí zvýšil na 1230. Nově přibylo např. statutární město Přerov, města Hranice a Potštát.

### 2017
Radnice zapojené do iniciativy nebo opakovaně vyvěšující moravskou vlajku vzrostl v roce 2017 na 1328, o čemž byly představiteli MNO koncem června nebo na začátku července informovány redakce četných deníků. MNO doporučuje žlutočervenou vlajku s orlicí. 

### 2018
Radnice zapojené do iniciativy nebo opakovaně vyvěšující moravskou vlajku vzrostl v roce 2018 na 1421.
Koordinátorka iniciativy Za vyvěšování moravské vlajky Lenka Holaňová z Moravské národní obce k propagaci a vedení statistiky zúčastněných obcí řekla: „Oslovujeme obce nebo regiony, které by se k vyvěšování mohly připojit. Nerozlišujeme, kterou variantu vlajky obec vyvěsí.“.
Postoj obce Velehradu k vyvěšování sdělený starostou Alešem Mergentalem: „Iniciativy se účastníme už několikerým rokem proto, že Velehrad je pokračovatelem sídla Velké Moravy. Je tedy logické, že moravskou vlajku symbolicky vyvěsíme. Používáme modrou variantu, jelikož podle odborníků je tato varianta ta správná.“.
Od sezóny 2018/2019 je novou součástí dresu fotbalistů FC Zbrojovka Brno žlutočervená bikolóra s červeno-žlutě šachovanou orlicí se žlutou korunou a zbrojí a se žlutým jazykem v modrém poli štítu uprostřed listu vlajky.

### 2019
Radnice zapojené do iniciativy nebo opakovaně vyvěšující moravskou vlajku vzrostl v roce 2019 na 1519.

### 2020
Radnice zapojené do iniciativy nebo opakovaně vyvěšující moravskou vlajku vzrostl v roce 2020 k 5. červenci na 1552.
Město Kroměříž se mělo vlajkové iniciativy zúčastnit poprvé, když 4. června 2020 Rada města Kroměříže projednala žádost o vyvěšení moravské vlajky při příležitosti státního svátku a schválila její vyvěšení 5. července 2020. Očekávané události se dostalo značné publicity. Lenka Holaňová, hlavní organizátorka iniciativy Za vyvěšování moravské vlajky, Kroměříž jmenovala největším městem, které si v roce 2020 s hrdostí organizátoři připisují na seznam. Rozhodnutí však bylo několik dní před samotným Dnem příchodu slovanských věrozvěstů sv. Cyrila a Metoděje na Velkou Moravu usnesením Rady města Kroměříže 2. července zrušeno a 5. července na kroměřížské radnici vlály vlajka České republiky a města Kroměříže.

### 2021
Radnice zapojené do iniciativy nebo opakovaně vyvěšující moravskou vlajku vzrostl v roce 2021 k 5. červenci na 1582.
Poprvé se k iniciativě za vyvěšování moravské vlajky připojilo město Olomouc, které moravskou vlajku vyvěsilo společně s vlajkou České republiky na stožár před hlavním vchodem do olomoucké radnice na Horním náměstí v Olomouci.

### 2022
Radnice zapojené do iniciativy nebo opakovaně vyvěšující moravskou vlajku vzrostl v roce 2022 k 5. červenci na 1588.
Moravskou vlajku je možno 5. července vidět vlát i na stožárech některých moravských hradů.

### 2023
Moravská vlajka je vyvěšována běžně již v den předcházející státnímu svátku.
Počet účastníků evidovaných iniciativou „Za vyvěšování moravské vlajky na radnicích“ měl v roce 2023 překročit číslo 1600. Počet obcí, městysů a měst evidovaných v tabulce iniciativy „Za vyvěšování moravské vlajky na radnicích“ – Seznam radnic 2023. Radnice zapojené do iniciativy nebo opakovaně vyvěšující moravskou vlajku, vzrostl v roce 2023 na 1606. Přehled MNO byl zveřejněn až v červnu 2024 v souvislosti se zahájením 15. ročníku iniciativy. Starosta Luhačovic, které občanům vyvěšením vlajky v Den slovanských věrozvěstů Cyrila a Metoděje chtěly připomenout nejen státní a moravský svátek, ale i 1 201 let od první písemné zmínky o Moravanech z roku 822, Marian Ležák k vyvěšení moravské vlajky řekl: „Luhačovice tento svátek podporují pravidelně a jsem rád, že patříme k městům, které modrou moravskou vlajku vyvěšují."

### 2024
Počet obcí, městysů a měst evidovaných v tabulce iniciativy „Za vyvěšování moravské vlajky na radnicích“ – Seznam radnic 2024. Radnice zapojené do iniciativy nebo opakovaně vyvěšující moravskou vlajku vzrostl v roce 2024 k 5. červenci na 1616.

## Změna podoby vyvěšené vlajky

Vlajka, jejíž užití podporuje Moravská národní obec

Zpočátku byla při vyvěšování moravské vlajky obcemi často používána žlutočervená varianta. Postupem času se čím dál více prosazuje modrá vlajka s bíločerveně šachovanou orlicí.
V roce 2019 se již podesáté do iniciativy za vyvěšení moravské vlajky zapojilo město Vyškov, které se zúčastňuje od prvního ročníku. V předchozích letech město vyvěšovalo vlajku se žlutočerveně šachovanou orlicí se žlutou korunou a zbrojí a žlutým jazykem v modrém štítu umístěném uprostřed žlutočervené bikolory. V roce 2019 došlo ke změně vyvěšované vlajky reflektující státní a krajskou symboliku, když Vyškov na radniční věži 5. července vyvěsil vlajku s moravskou orlicí.
Městys Doubravník, který má k vyvěšování historické moravské vlajky taktéž pozitivní postoj, a kde byla v předchozích letech vyvěšována "žlutočervená vlajka", se v roce 2016 rozhodl pro vyvěšení historické vlajky Moravy v podobě modrého listu s bílo-červeně šachovanou orlicí se žlutou korunou a zbrojí. Tajemník úřadu městyse Zdeněk Šikula k tomu řekl: „Dlouho jsme vyvěšovali žlutočervenou vlajku, ale tahle se nám zdá z historického hlediska lepší. Ale ať už zavlaje ta, či ona, důležité je přihlásit se k tomu, že jsme Moravané a že tu žijeme.“
Město Napajedla, které se vlajkové iniciativy zúčastnilo poprvé v roce 2019, když společně s vlajkou České republiky na budově napajedelské radnice vyvěsilo žlutočervenou bikolóru s červenožlutě šachovanou orlicí se žlutou korunou a zbrojí a se žlutým jazykem v modrém poli štítu uprostřed listu vlajky, v roce 2020 přistoupilo ke změně vyvěšované vlajky a vyvěsilo prapor s moravskou orlicí. 
Město Velké Meziříčí v roce 2022, které při své první účasti v tzv. vlajkové iniciativě vyvěsilo žlutočervenou bikolóru s červenožlutě šachovanou orlicí se žlutou korunou a zbrojí v modrém poli štítu uprostřed listu vlajky, vyvěsilo moravskou vlajku.
Město Jihlava v roce 2023 při své první účasti v tzv. vlajkové iniciativě vyvěsilo žlutočervenou bikolóru s červenožlutě šachovanou orlicí se žlutou korunou a zbrojí v modrém poli štítu uprostřed listu vlajky. V roce 2024 město vyvěsilo moravskou vlajku: "Jihlava vyvěsí modrou vlajku s moravskou orlicí (tak jako například Brno či Olomouc)."
V letech 2010 až 2020 byla na budově sídla Jihomoravského kraje na Žerotínově náměstí vyvěšována vlajka v podobě žlutočervené bikolóry s červenožlutě šachovanou orlicí se žlutou korunou a zbrojí a se žlutým jazykem v modrém poli štítu uprostřed listu vlajky. Rada Jihomoravského kraje se 23. června 2021 usnesla na vyvěšení moravské vlajky v podobě modrého listu s bílo-červeně šachovanou orlicí se žlutou korunou a zbrojí na budově sídla Jihomoravského kraje. Stejně se Rada Jihomoravského kraje usnesla 15. června 2022. Orlice na vlajce, kterou má Jihomoravský kraj k dispozici, se od moravské orlice liší tím, že má červený jazyk.

## Projekt Srdce Moravy
Projekt navrhl úpravu prostoru Rudoarmějce (Památník osvobození) na Moravském náměstí v Brně postavením vyšších stožárů a jejich využití pro vlajkoslávu zahrnující vedle vlajky města Brna a České republiky i moravskou vlajku. Brněnský Odbor památkové péče a Majetkový odbor projekt vyhodnotili jako proveditelný, Městská část Brno - střed k němu zaujala nesouhlasné stanovisko, tj. že jej provést na svém území nechce.

## Galerie

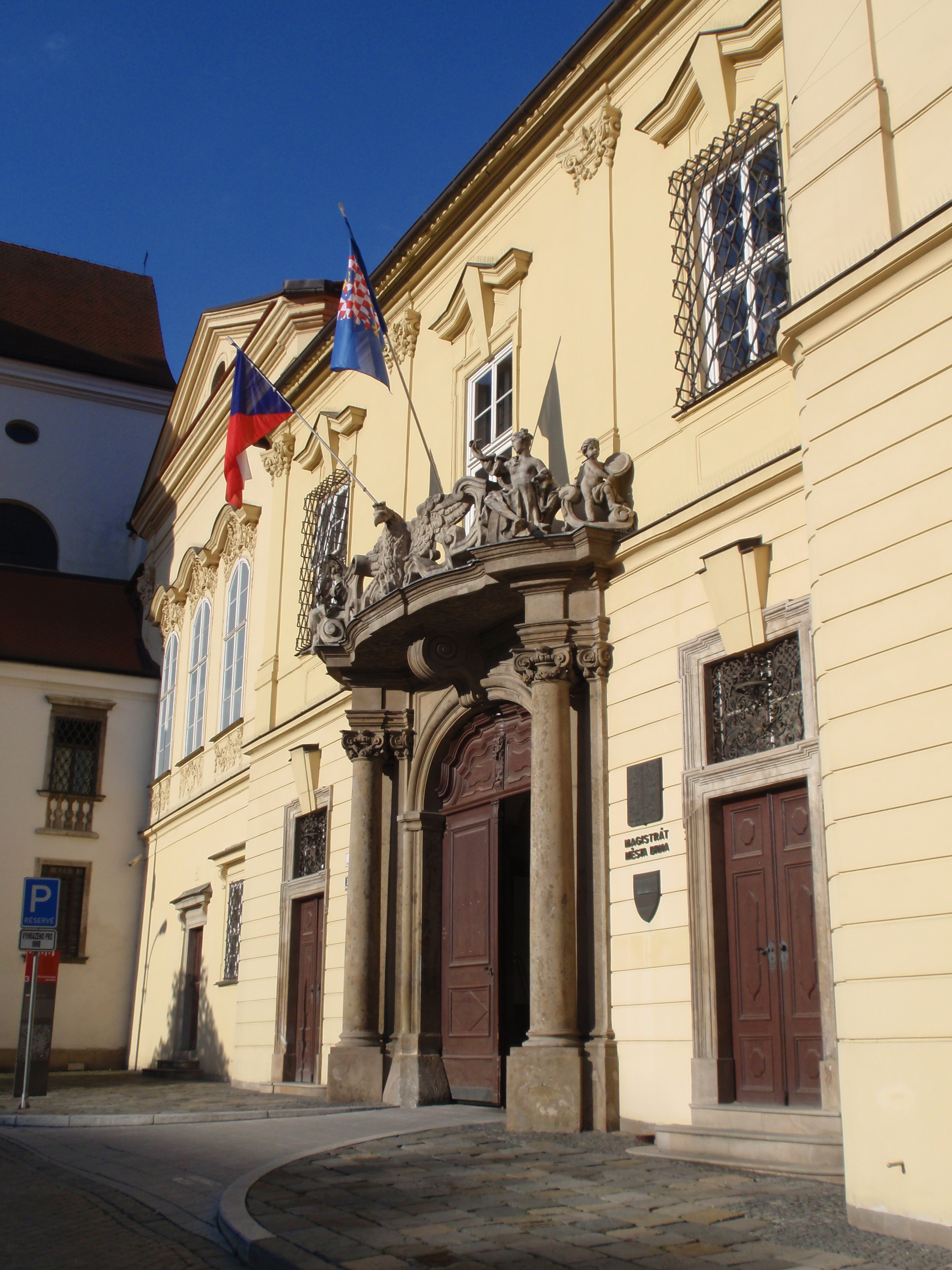
Moravská vlajka 5. července 2016 na brněnské radnici
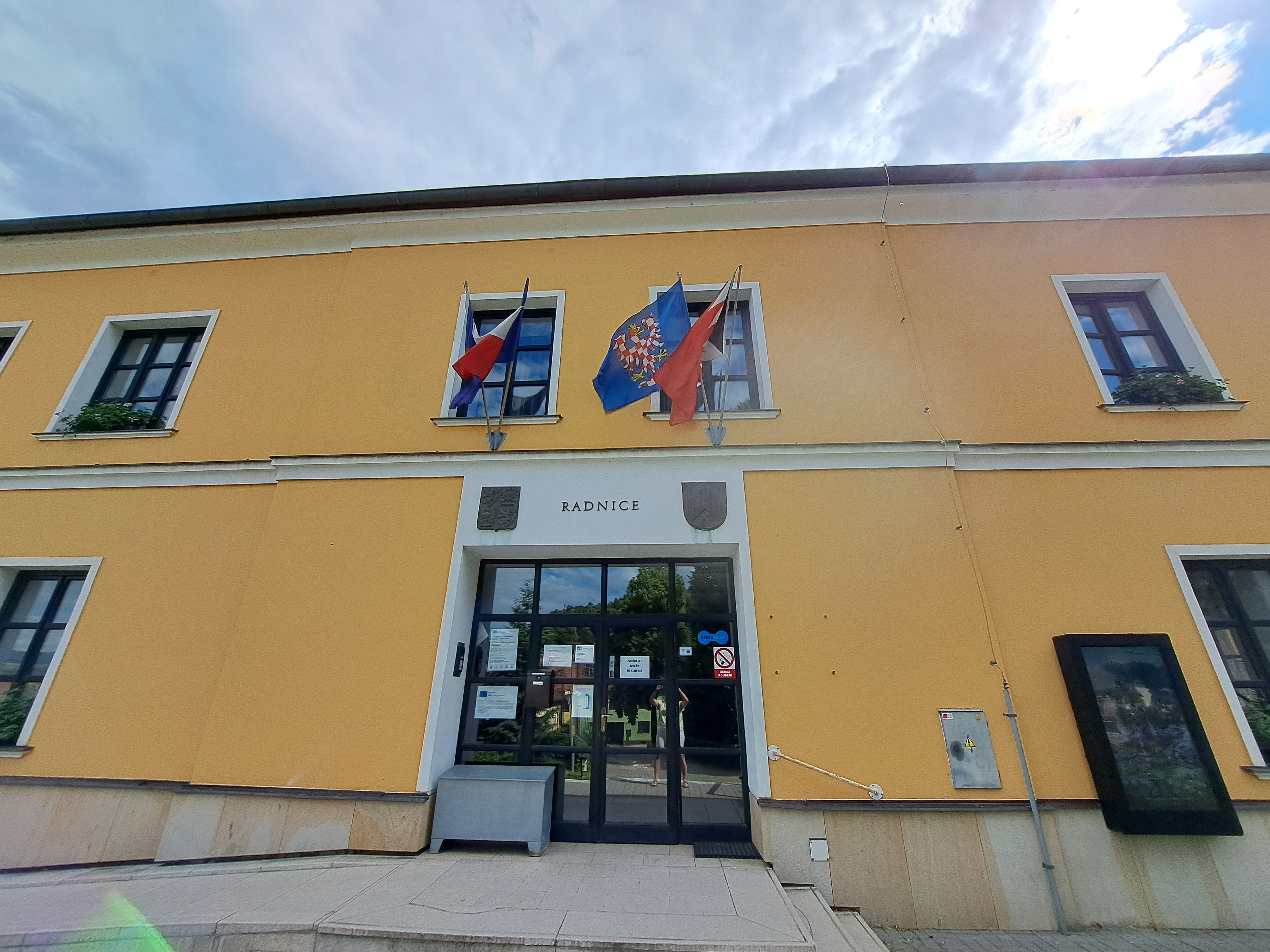
Trvale vyvěšená moravská vlajka na budově úřadu městyse v Černé Hoře
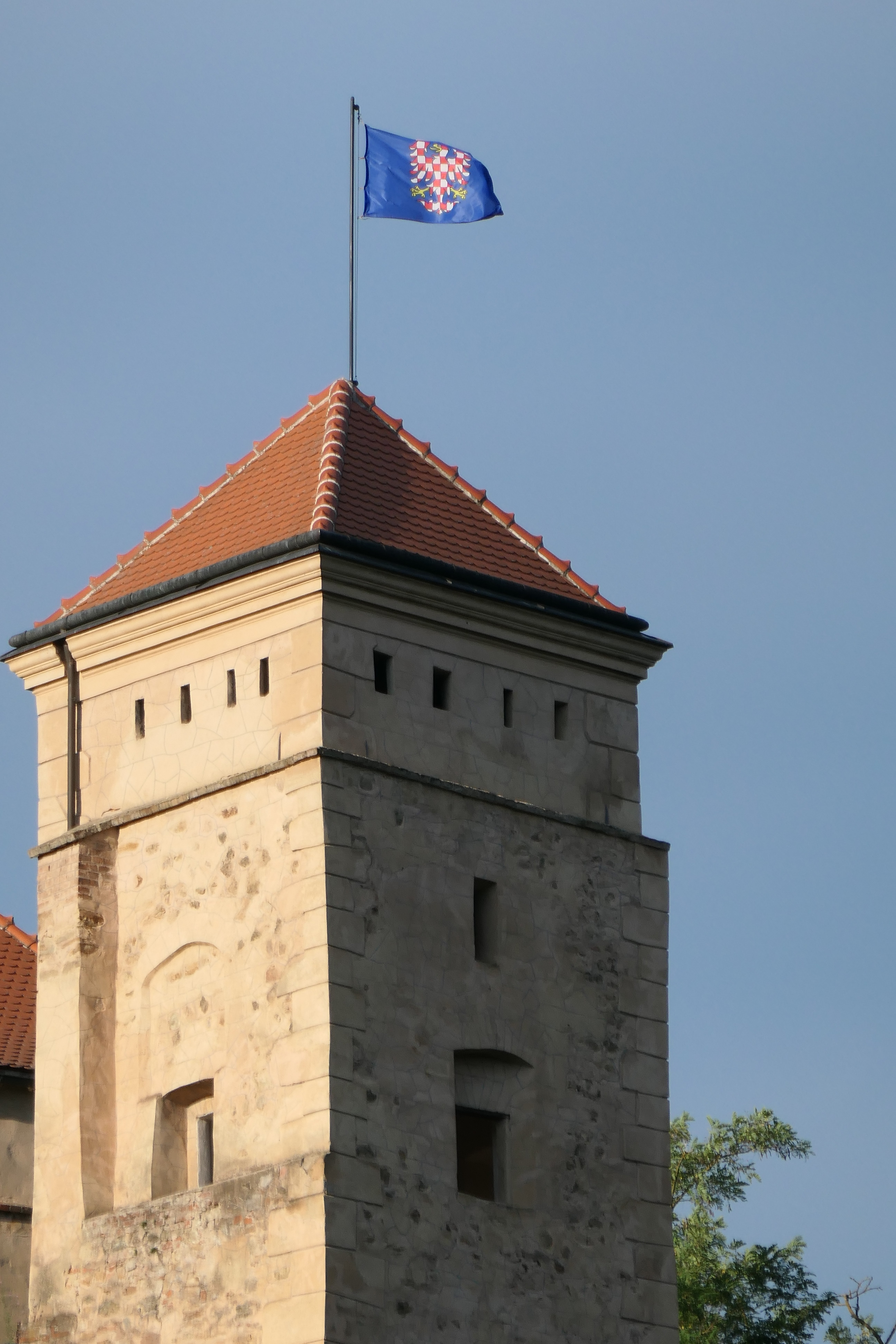
Vyvěšení moravské vlajky na věži hradu Veveří 5. července 2022
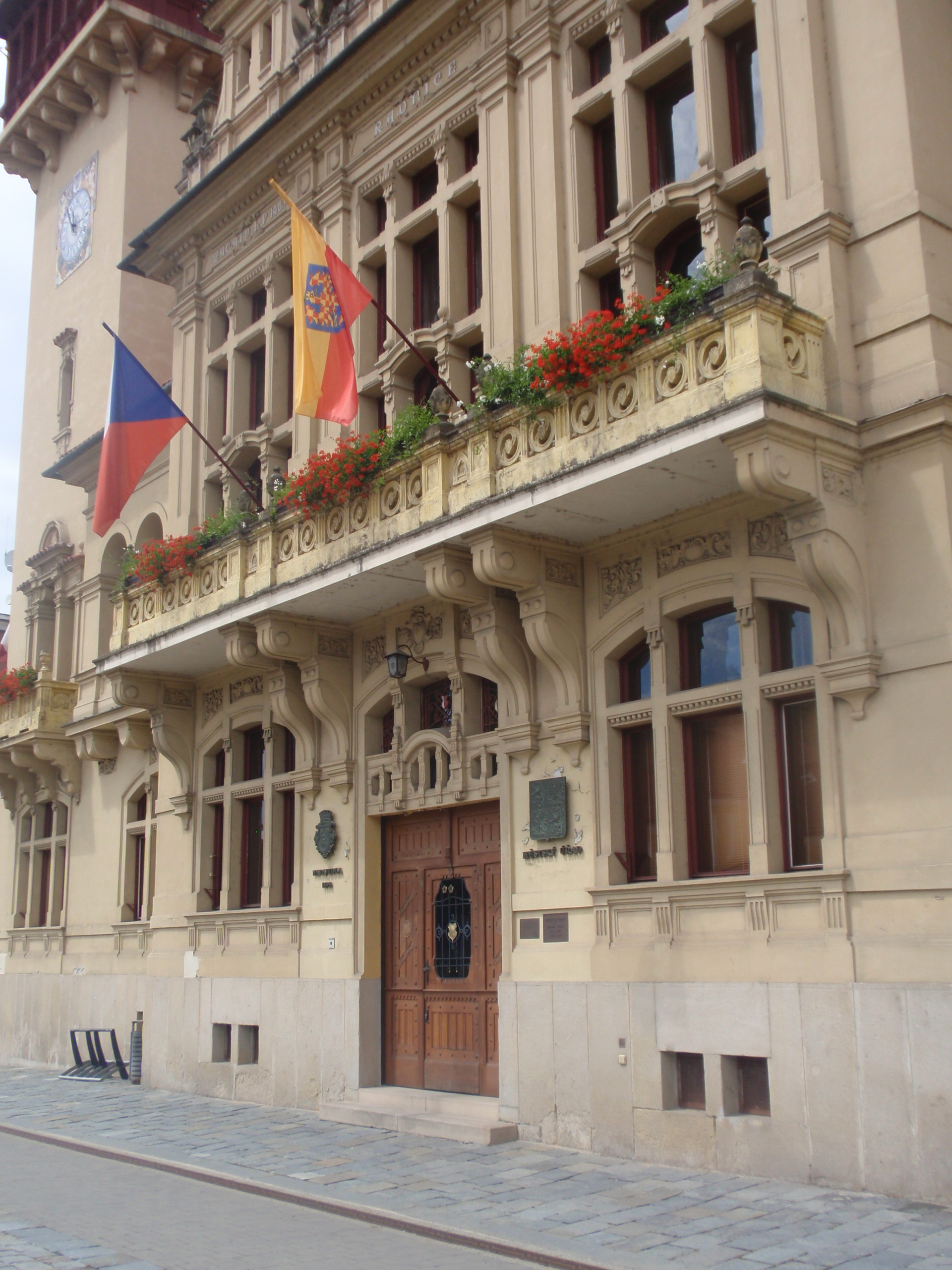
Vyvěšení žlutočervené bikolóry se znakem na budově Městského úřadu Napajedla 5. července 2019
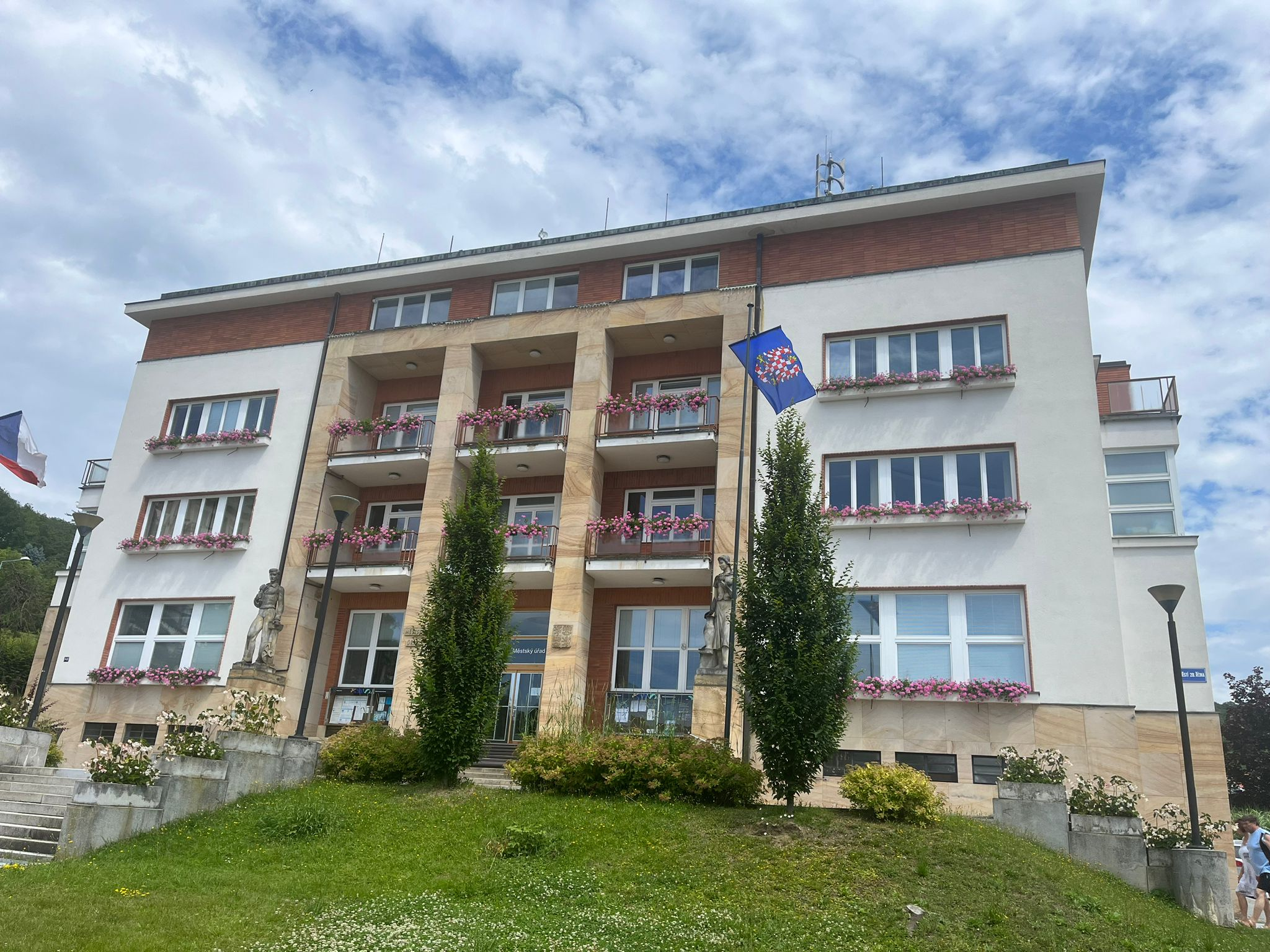
Moravská vlajka před radnicí v Luhačovicích.
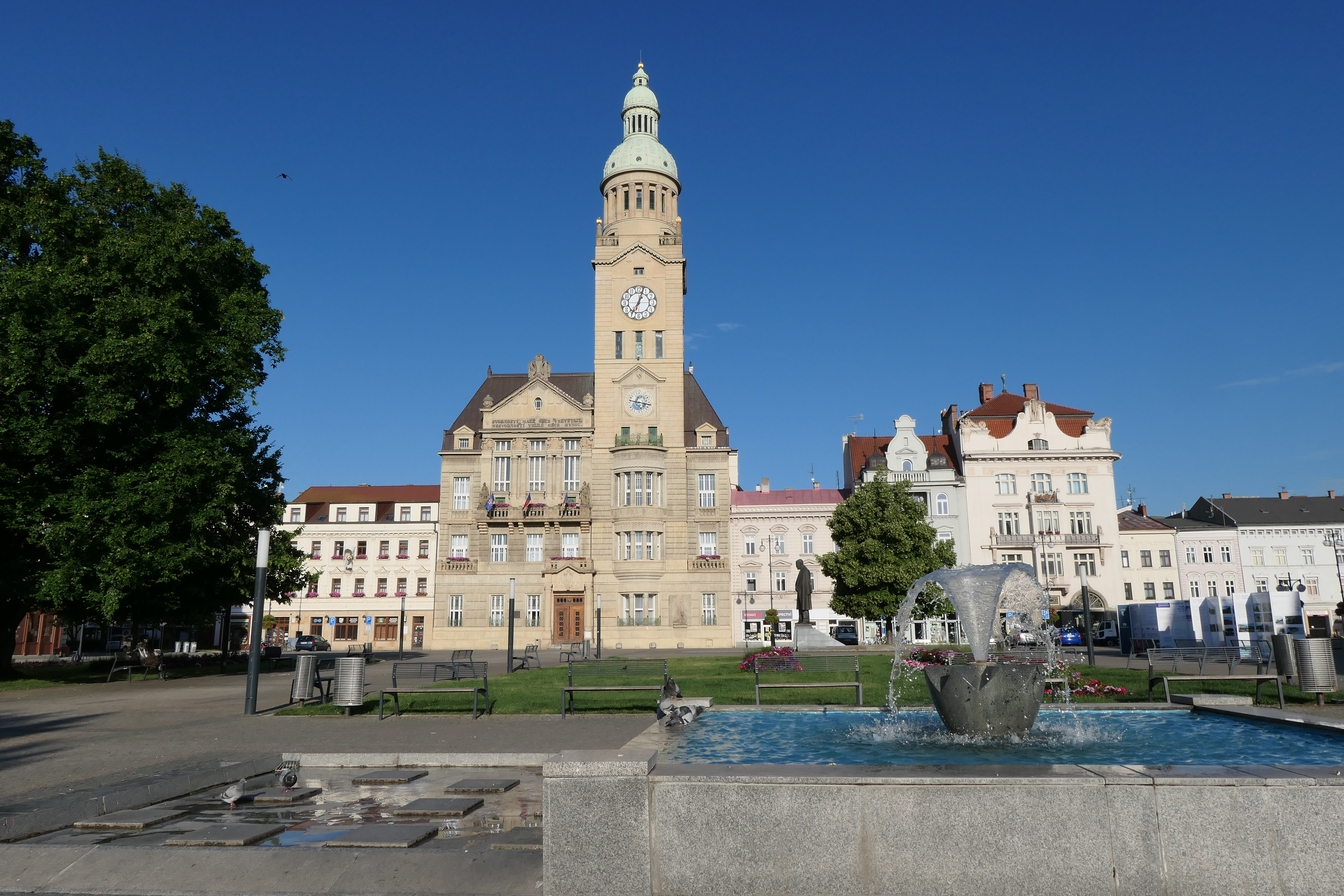
Vyvěšení moravské vlajky na budově radnice v Prostějově 5. července 2023
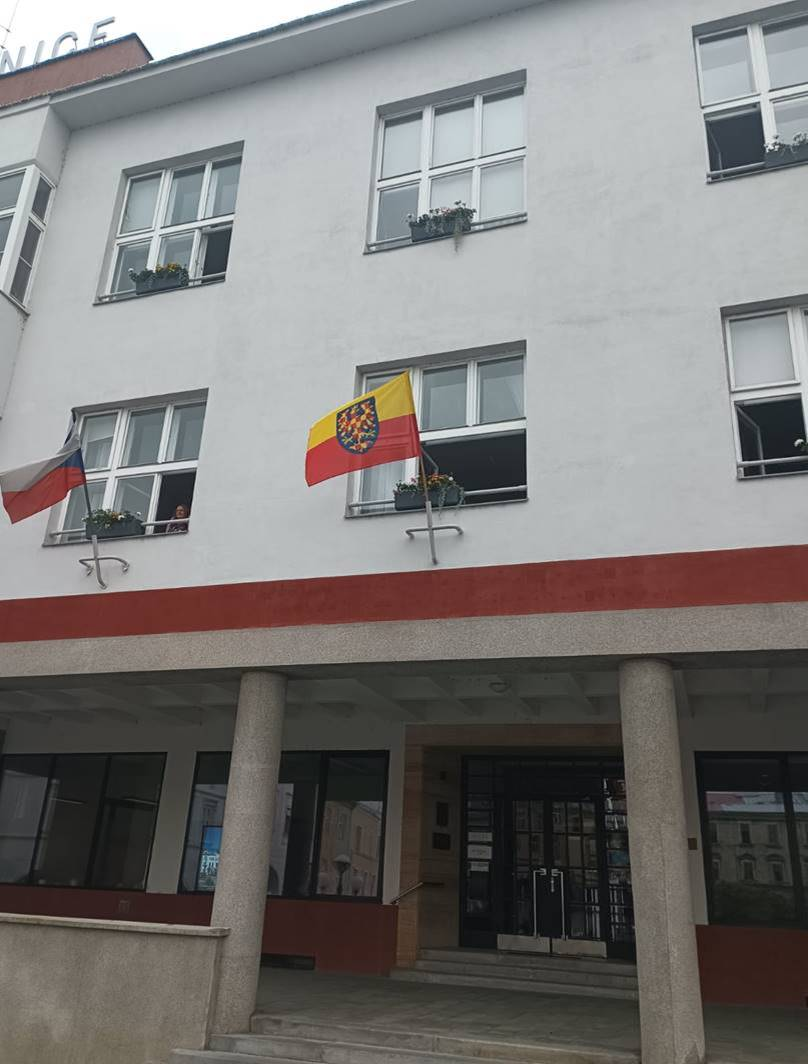
Vyvěšení žlutočervené bikolóry na budově radnice v Příboře 4. července 2024
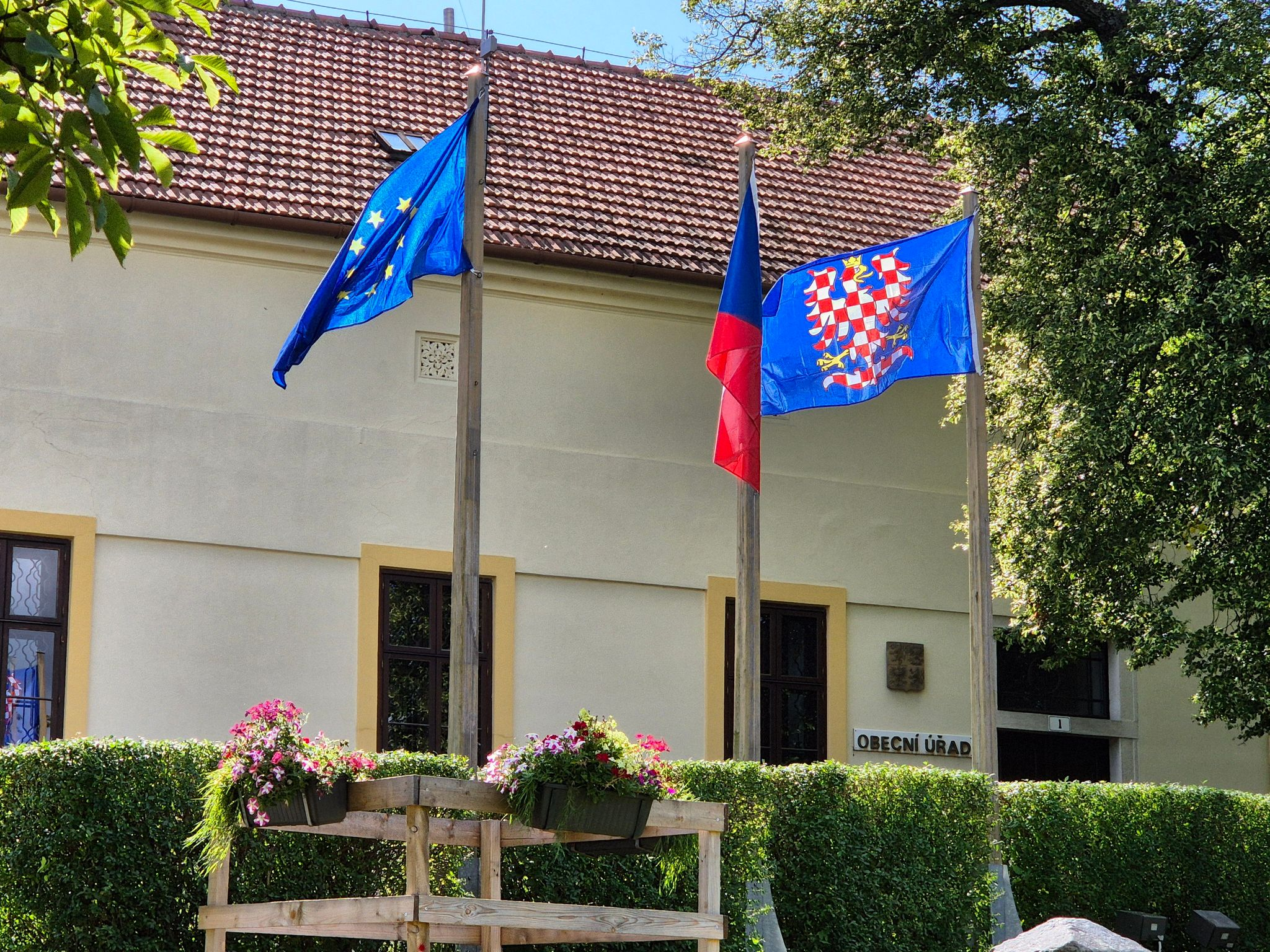
Vyvěšení moravské vlajky před budovou obecního úřadu v Podolí 5. července 2024
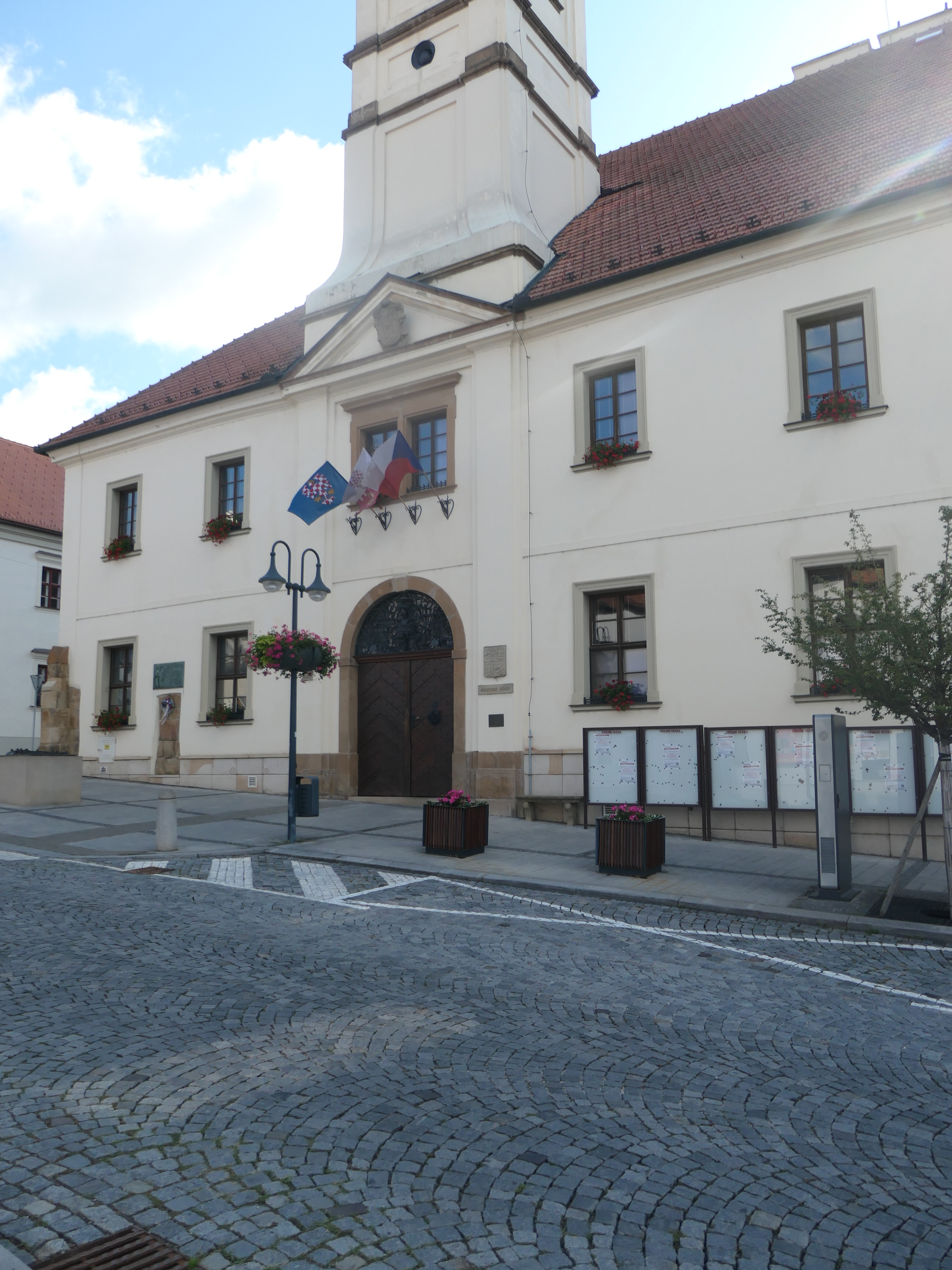
Vyvěšení moravské vlajky na budově radnice v Uherském Brodu 5. července 2024
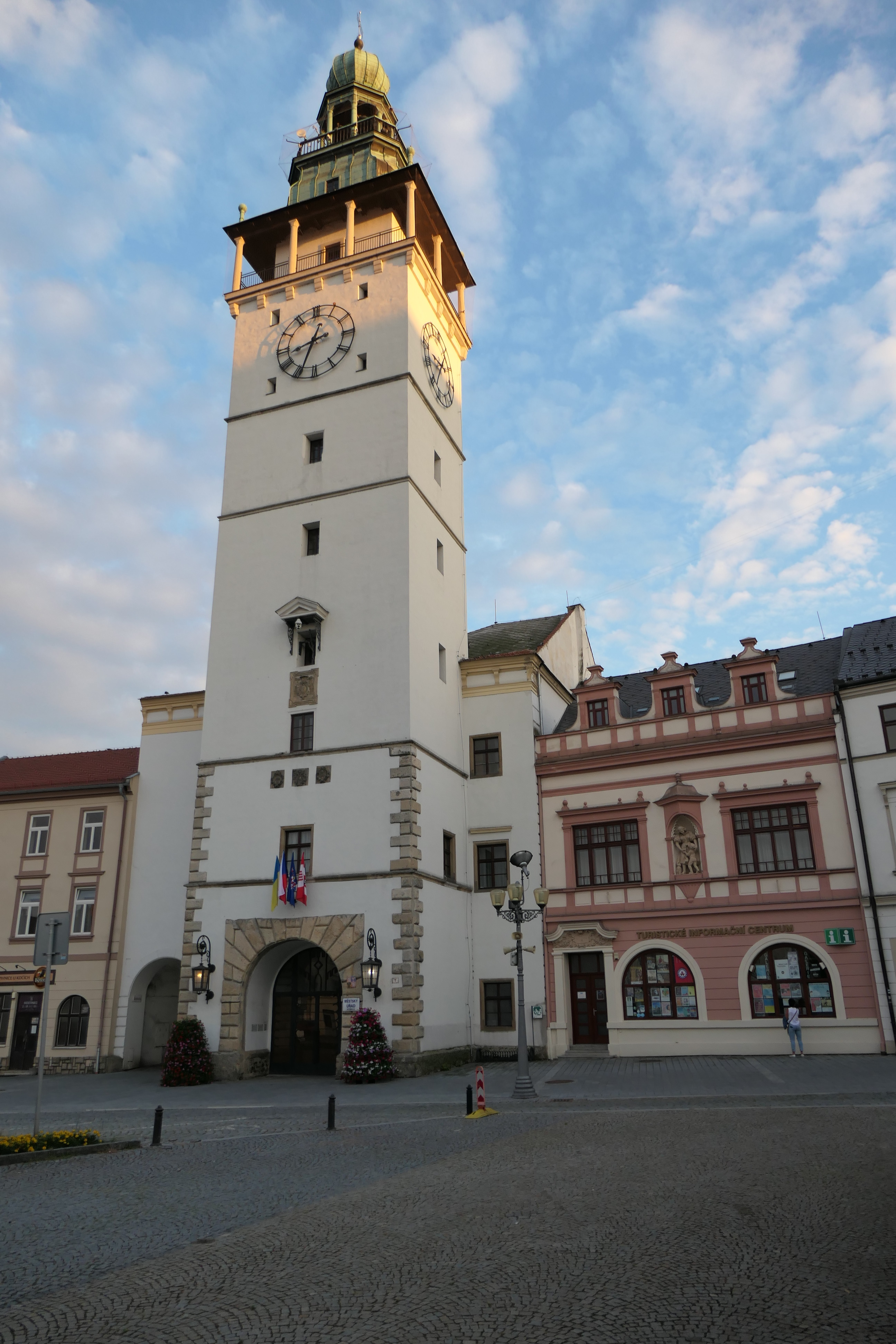
Moravská vlajka vyvěšená na radniční věži ve Vyškově 5. července 2022
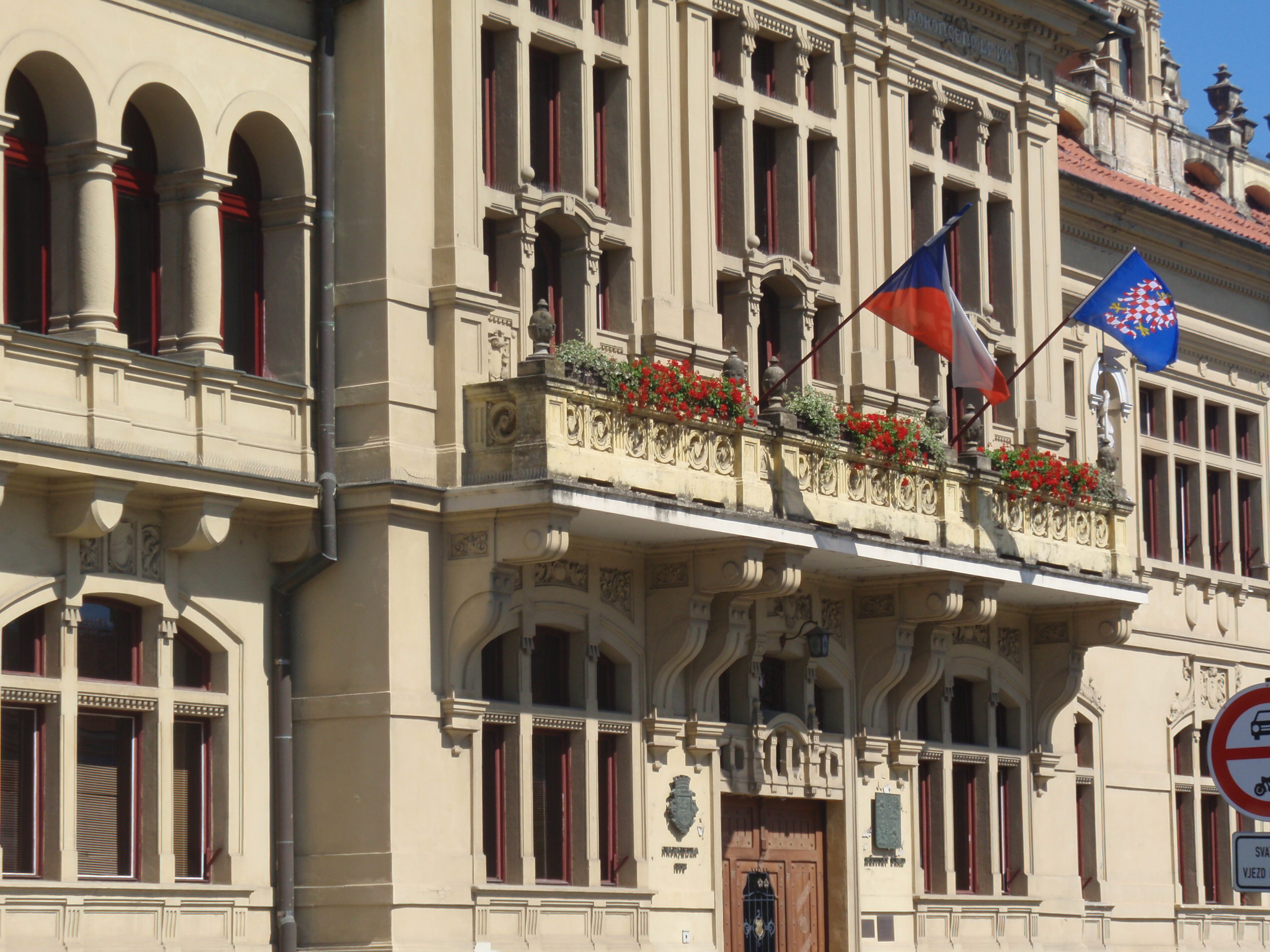
Vyvěšená moravská vlajka - prapor s moravskou orlicí na budově Městského úřadu Napajedla 5. července 2020
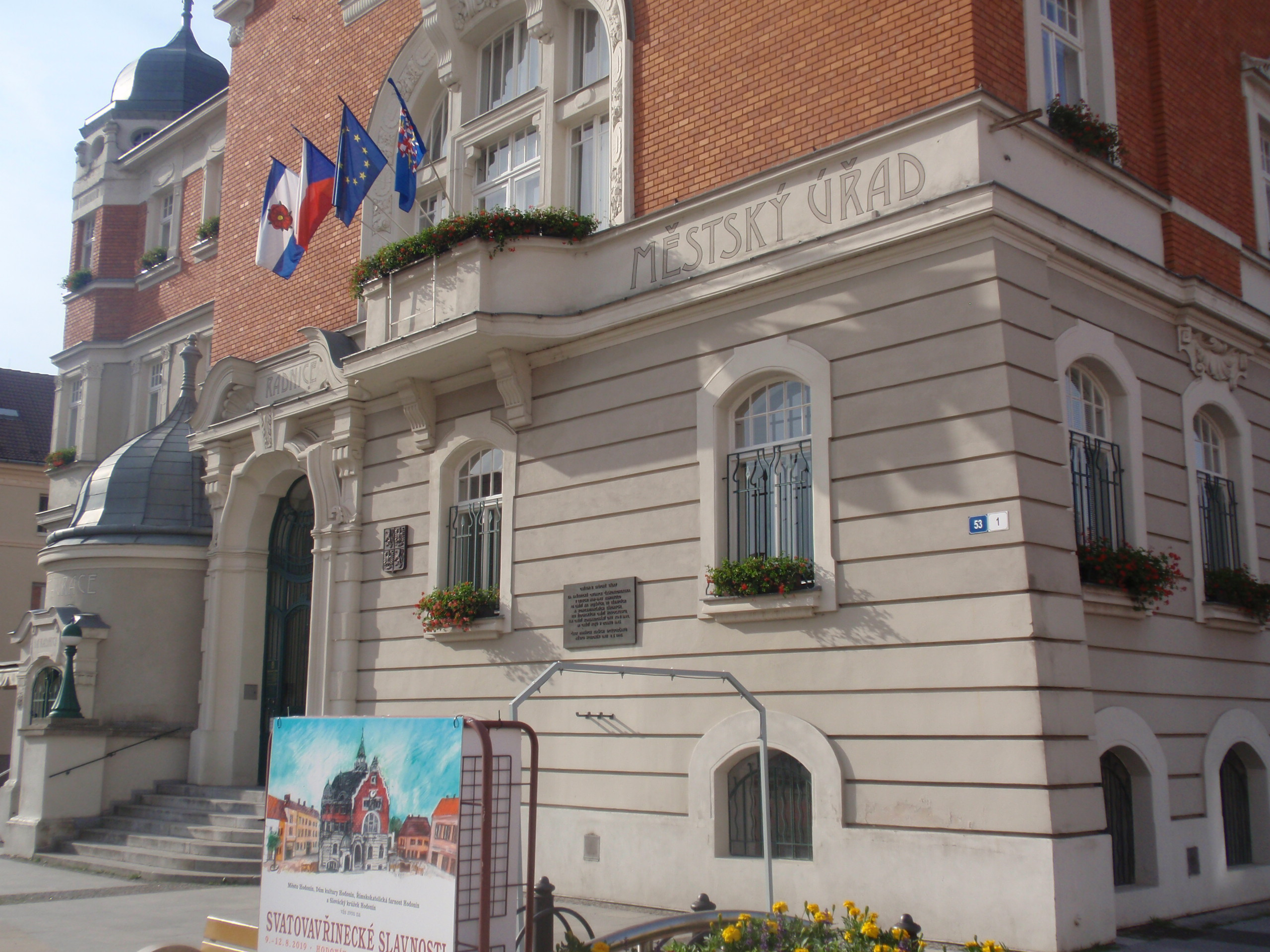
Moravská vlajka vyvěšená na radnici v Hodoníně 5. července 2019